# MTV Day 2009
L'MTV Day 2009 (o MTV Day: Tocca a noi) si è tenuto, per la seconda volta di seguito, a Genova, nell'area del Porto Antico, il 12 settembre 2009. L'intera manifestazione è stata trasmessa in diretta da MTV a partire dalle 14:00 fino alla fine della giornata.

## Tocca a noi
Il sottotitolo scelto per questa edizione è stato Tocca a noi, poiché è legato all'iniziativa di MTV che nasce dalla vocazione dell'emittente a parlare e ascoltare i giovani, che nel corso degli anni l'ha portata a identificarne e raccoglierne paure, bisogni e speranze, ma anche dalla sua volontà di porsi come stimolo e veicolo di un reale cambiamento.
Con Tocca a noi MTV fa proprie le richieste e le urgenze dei ragazzi, per trasformarle con loro in qualcosa di tangibile e costruttivo, una proposta di legge di iniziativa popolare: dai ragazzi derivano i temi, sempre i ragazzi sostenuti da docenti ed esperti hanno scritto i progetti di legge, hanno deciso per quale proposta raccogliere le firme e saranno loro a firmare. Infatti a partire dalla primavera 2009, per una durata massima di 6 mesi, c'è stata, c'è e ci sarà la vera e propria raccolta di firme organizzata sia con attività on the ground in tutti i capoluoghi d'Italia sia durante tutti gli eventi di MTV previsti in quel periodo (come ad esempio Total Request Live On Tour). Il momento culminante della fase di raccolta delle firme è appunto l'MTV Day 2009: raggiunto e superato il numero delle 50000 firme, MTV presenterà la proposta di legge di iniziativa popolare al Parlamento e ne seguirà l'iter parlamentare.

## L'evento

### Location
Dopo il notevole successo dell'anno prima, anche quest'anno lo show si è tenuto nel capoluogo ligure, ospitando il palco principale nell'area del Porto Antico. Non molto lontano da questa, è stato anche montato un bus sul quale si esibivano, nella parte superiore, alcuni degli artisti presenti nella lista degli ospiti. È stato anche utilizzato, contestualmente, il palco di TRL, il quale era già stato montato in occasione della trasferta dello show a Genova in Piazza Caricamento.

### Ospiti
Oltre ai principali performers, hanno preso parte all'evento anche i vincitori del concorso "Canta con noi" di MTV.it (che si sono esibiti coi Lost), Saturnino (che ha collaborato con gli Zero Assoluto), Marracash (insieme ai The Bloody Beetroots e a J-Ax), infine Grido e Pino Daniele (insieme a J-Ax).
Ad affiancare i vj di MTV nella conduzione sono intervenuti i dARI, Syria e Omar Fantini, Pif.

## Performer
- Boosta
- Broken Heart College
- Club Dogo
- Gossip
- J-Ax
- Lost
- Negrita
- Skunk Anansie
- The Bloody Beetroots
- Zero Assoluto